# Rusko-turška vojna (1828–1829)
Rusko-turška vojna (1828–1829) se je pričela z grško osamosvojitveno vojno in se končala s popolno rusko zmago. Ruski imperij je pridobil vzhodno obalo Črnega morja in ustje reke Donave, Otomanski imperij je potrdil primat Rusije nad Gruzijo in današnjo Armenijo, Srbija je dobila avtonomijo in Rusija je do povračila vojne odškodnine zasedla še Moldavijo in Vlaško.